# Jiro Miyake
Jiro Miyake (三宅 二郎 Miyake Jiro?,  ? - 30 de noviembre de 1984) fue un futbolista japonés que se desempeñaba como delantero.
Miyake fue elegido para integrar la selección nacional de Japón para los Juegos del Lejano Oriente de 1925. En 1925, Miyake jugó 2 veces para la selección de fútbol de Japón.

## Trayectoria

### Clubes
| Club                  | País  | Año  |
| --------------------- | ----- | ---- |
| Universidad de Kansai | Japón | ???? |

### Selección nacional
| Selección | País  | Año  |
| --------- | ----- | ---- |
| Absoluta  | Japón | 1925 |

## Estadística de equipo nacional
| Selección de Japón | Selección de Japón | Selección de Japón |
| Año                | Part.              | Goles              |
| ------------------ | ------------------ | ------------------ |
| 1925               | 2                  | 0                  |
| Total              | 2                  | 0                  |